# Ronny Kaiser
Ronny Christopher Kaiser (* 1990) ist ein professioneller Schweizer Pokerspieler. Er gewann 2011 als bisher einziger Schweizer das Main Event der European Poker Tour.

## Persönliches
Kaiser stammt aus Bern und besuchte dort das Freie Gymnasium. Er studiert an der Universität Bern.

## Pokerkarriere
Kaiser spielt auf der Onlinepoker-Plattform PokerStars unter dem Nickname 1-ronnyr3.
Seine erste Geldplatzierung bei einem Live-Turnier erzielte Kaiser Mitte Juli 2008 in Velden am Wörther See. Anfang August 2011 gewann er als erster und bisher einziger Schweizer das Main Event der European Poker Tour. Dabei setzte er sich in Tallinn gegen 281 andere Spieler durch und sicherte sich eine Siegprämie von 275'000 Euro. Im Juli 2012 war er erstmals bei der World Series of Poker im Rio All-Suite Hotel and Casino am Las Vegas Strip erfolgreich und belegte im Main Event den mit mehr als 50'000 US-Dollar dotierten 140. Platz. Ende August 2017 gewann Kaiser das High-Roller-Event der PokerStars Championship in Barcelona und erhielt aufgrund eines Deals mit Markus Dürnegger und Benjamin Pollak eine Siegprämie von 735'000 Euro.
Insgesamt hat sich Kaiser mit Poker bei Live-Turnieren mindestens 2 Millionen US-Dollar erspielt. Zudem spielte Kaiser mehrfach bei der deutschen Pokershow German High Roller, die auf Sport1 ausgestrahlt wird.